# 4-methylmorfoline
4-methylmorfoline (of N-methylmorfoline) is een heterocyclische verbinding met als brutoformule C5H11NO. De stof komt voor als een ontvlambare kleurloze vloeistof met een kenmerkende ammoniakale geur, die goed oplosbaar is in koud water. De structuur van 4-methylmorfoline is afgeleid van morfoline.

## Eigenschappen en toepassingen
4-methylmorfoline is een milde organische base. Het wordt ingezet bij de productie van geneesmiddelen, landbouwchemicaliën en katalysatoren voor de synthese van polyurethaan. De stof wordt ook gebruikt als corrosie-inhibitor, emulgator voor harsen, oplosmiddel en als extractievloeistof.
4-methylmorfoline kan verder geoxideerd worden tot N-methylmorfoline-N-oxide, een co-oxidator bij de oxidatie van alkenen tot vicinale alcoholen met behulp van osmium(VIII)oxide of bij de oxidatie van alcoholen tot carbonylverbindingen met TPAP.